# Herb Grajewa
Herb Grajewa – jeden z symboli miasta Grajewo w postaci herbu.

## Wygląd i symbolika
Herb przedstawia czerwonego wilka, skierowanego heraldycznie w prawo, na tle trzech zielonych świerków na niebieskiej tarczy herbowej. 

## Historia
Herb został zatwierdzony w 1990 przez Radę Miasta Grajewo. Wizerunek herbowy nie jest zgodny z zasadami heraldyki.